# Högöklobbarna
Högöklobbarna är en ö i Åland (Finland). Den ligger i Skärgårdshavet och i kommunen Saltvik i landskapet Åland, i den sydvästra delen av landet. Ön ligger omkring 37 kilometer norr om Mariehamn och omkring 270 kilometer väster om Helsingfors.
Öns area är 11,8 hektar och dess största längd är 0,6 kilometer i nord-sydlig riktning.